# Juan José Carricondo Pérez
Juan José Carricondo Pérez (Barcelona, 4 de maig de 1977) és un futbolista català que juga a la UA Horta.

## Trajectòria
Sorgit del planter blaugrana, Juanjo va debutar amb el primer equip a Riazor. El 1998 deixa Catalunya i marxa a Escòcia per jugar al Heart of Midlothian (Edimburg), on va  mostrar un bon nivell de joc. El 2001 baixa a Anglaterra per militar al Bradford City AFC, de la First Division i de la mà de l'entrenador Jim Jefferies, que ja havia coincidit amb Juanjo al club d'Edimburg.
Després d'una estada al Real Jaén, Juanjo torna a les Illes britàniques, concretament a l'Inverness Caledonian Thistle escocès, a l'estiu de 2004. Va tornar a reeixir i a jugar a un bon nivell, però la temporada es va truncar amb la lesió al tendó d'Aquil·les, que el va deixar en dic sec gairebé un any.
De tornada als camps de joc, va ser cedit al Hamilton Academical. El 2006 retorna a Andalusia, al Granada CF.
A l'abril del 2008 va intentar retornar al Regne Unit, on va passar proves amb l'Inverness Caledonian, l'Airdrie i l'Bournemouth, sense èxit. De nou a Catalunya, jugà amb el Mataró.